# Le Cimetière de la morale (film, 1975)
Pour les articles homonymes, voir Le Cimetière de la morale.
Pour plus de détails, voir Fiche technique et Distribution.
Le Cimetière de la morale (仁義の墓場, Jingi no hakaba) est un film japonais réalisé par Kinji Fukasaku et sorti en 1975.

## Fiche technique
- Titre français : Le Cimetière de la morale
- Titre original : 仁義の墓場 (Jingi no hakaba?)
- Réalisateur : Kinji Fukasaku

## Distribution
- Tetsuya Watari : Rikio Ishikawa
- Tatsuo Umemiya : Kozaburo Imai
- Yumi Takigawa : Chieko Ishikawa
- Noboru Andō : Kisaburo Nozu
- Hideo Murota : Yoshioka
- Mikio Narita : Noboru Nemoto
- Kunie Tanaka : Katsuji Ozaki
- Reiko Ike : Teruko Imai